# Kościół św. Michała Archanioła w Zubowicach
Kościół św. Michała Archanioła – rzymskokatolicki kościół w Zubowicach, wzniesiony najprawdopodobniej w XVIII w. jako cerkiew unicka. W latach 1875–1918 użytkowany przez parafię prawosławną.

## Historia
W Zubowicach najpóźniej w 1564 powstała cerkiew prawosławna, która w XVII stuleciu stała się świątynią unicką. Tradycja miejscowa wskazuje, że w tym też stuleciu na miejscu pierwotnej świątyni wzniesiono nową, jednak bardziej prawdopodobne jest, że obecnie istniejący obiekt sakralny został zbudowany w XVIII w., być może w 1777, gdy powstała usytuowana w jego sąsiedztwie dzwonnica. W XVIII w. w świątyni odbywały się nie tylko nabożeństwa unickie, ale i raz w miesiącu msza łacińska.

### Pod zaborem rosyjskim
Wskutek likwidacji unickiej diecezji chełmskiej miejscowa parafia stała się powtórnie placówką prawosławną w strukturach Rosyjskiego Kościoła Prawosławnego. Po wydaniu w 1905 ukazu tolerancyjnego, umożliwiającego byłym unitom konwersję na katolicyzm w obrządku łacińskim, w Zubowicach nie było żadnych przypadków odchodzenia od prawosławia. W 1910 w obiekcie wizytację duszpasterską odbył biskup chełmski Eulogiusz, uroczyście podejmowany przez miejscową ludność.

### Okres po I wojnie światowej
W 1915 miejscowa ludność prawosławna została ewakuowana w głąb Rosji (bieżeństwo). Zubowice należały do pierwszych placówek duszpasterskich, w których po I wojnie światowej działalność wznosili prawosławni duchowni. Ks. Mikołaj Kość, służący również w Biłgoraju oraz w cerkwi św. Mikołaja w Tomaszowie Lubelskim, był w Zubowicach w 1918. Mieszkańcy, będący we wsi w zdecydowanej większości, ubiegali się u polskich władz państwowych o otwarcie w Zubowicach etatowej parafii prawosławnej. Mimo to budynek został jeszcze w tym samym roku zrewindykowany na rzecz Kościoła rzymskokatolickiego. W 1939 biskup lubelski Marian Leon Fulman erygował przy świątyni parafię łacińską.

### Okres po II wojnie światowej
W 1951 budynek został odremontowany, w latach 1945 i 1964 odnawiano jego dach, zaś w 1955 podwyższono jedną z jego wież i dostawiono zakrystię.

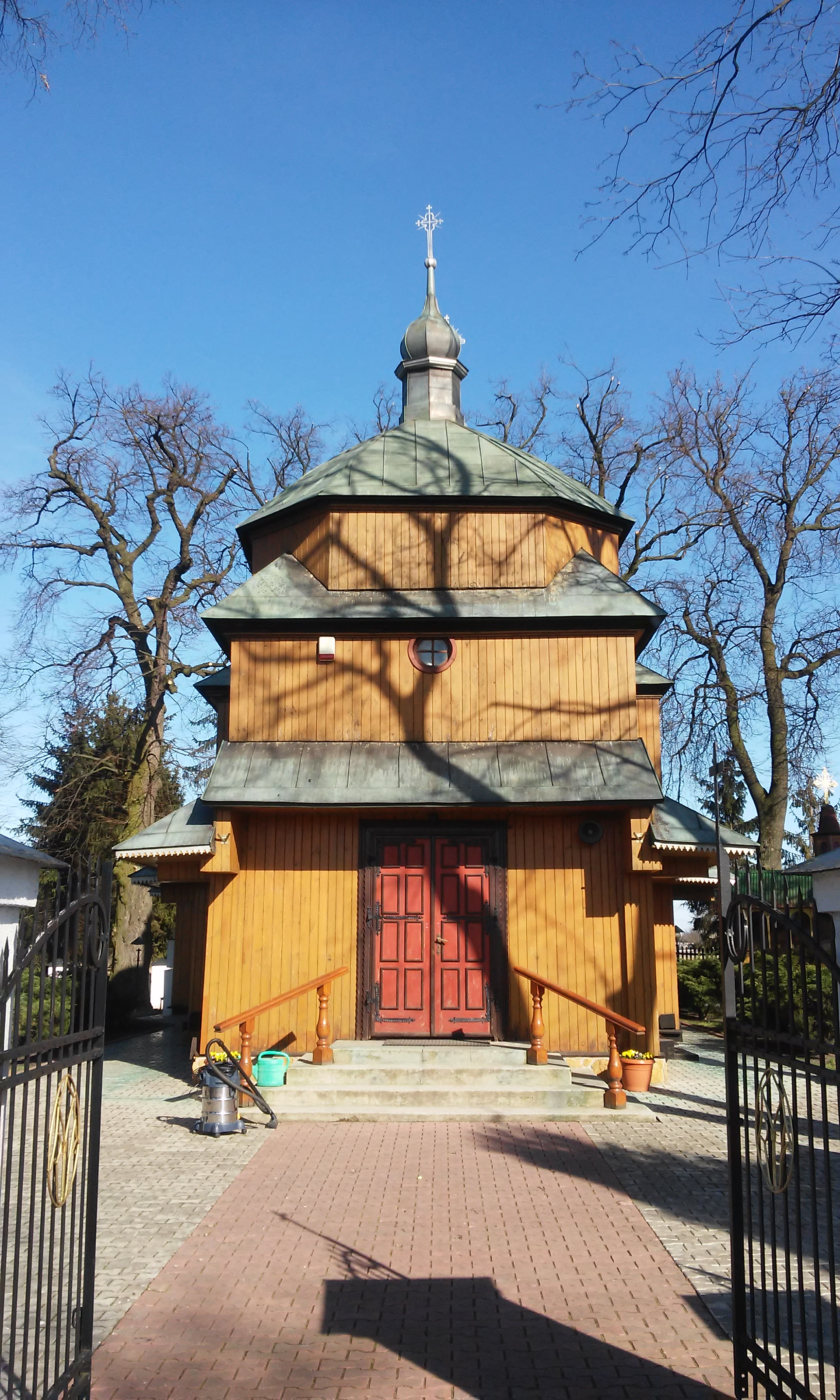
Elewacja świątyni
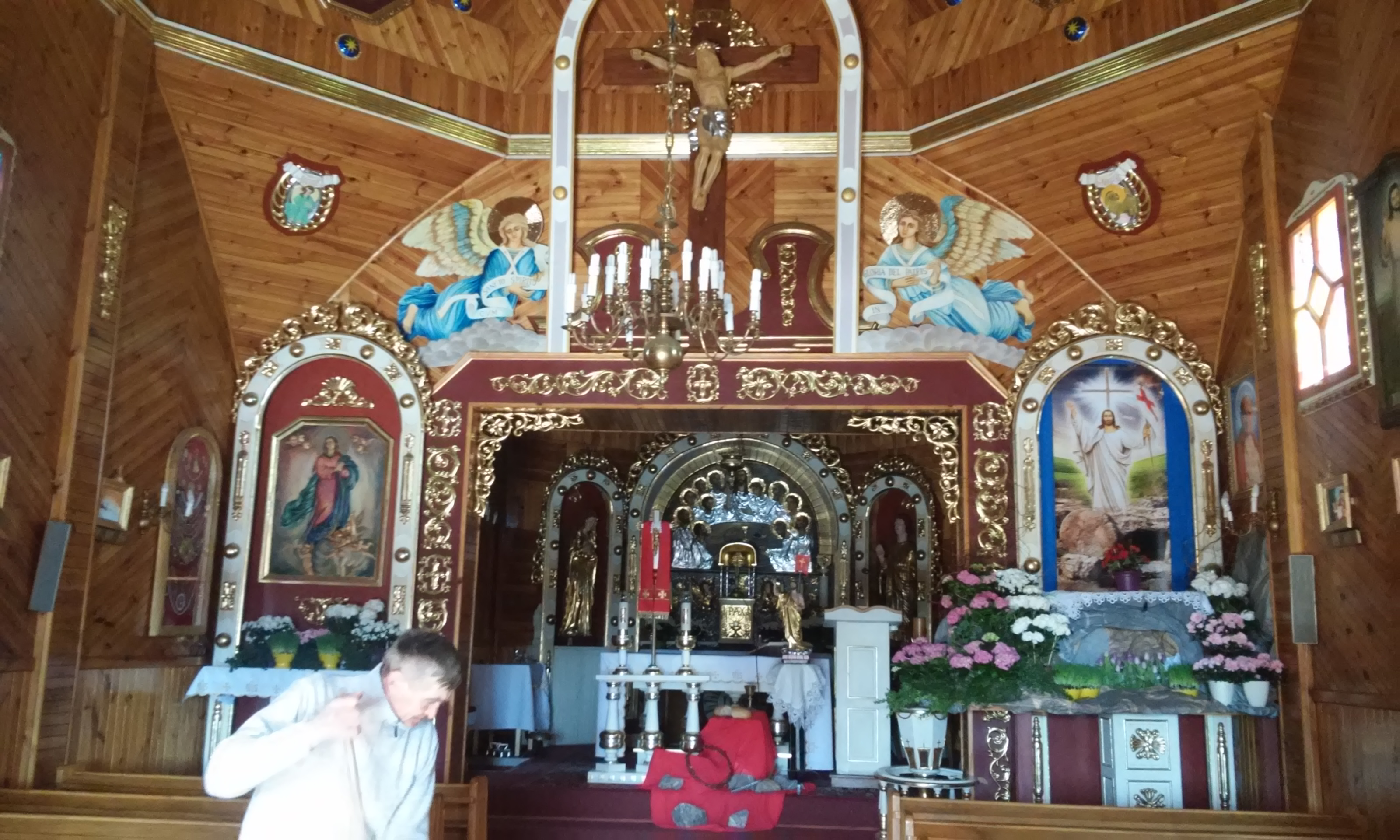
Wnętrze dawnej cerkwi
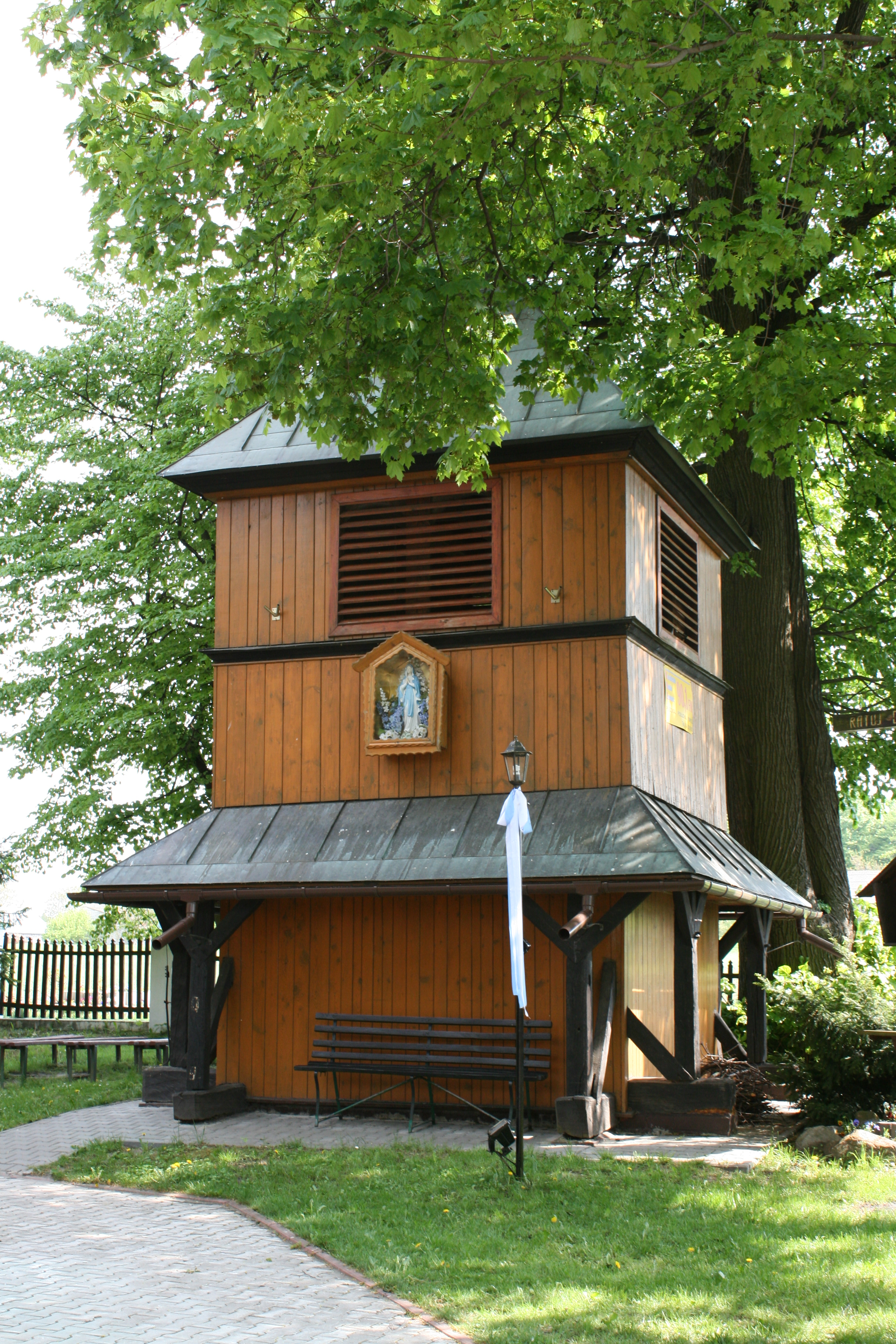
Dzwonnica

## Architektura
Dawna cerkiew w Zubowicach jest budowlą drewnianą, o konstrukcji wieńcowej, orientowaną, trójdzielną. Wszystkie trzy części budynku (przedsionek, nawa oraz pomieszczenie ołtarzowe) wzniesione zostały na planie kwadratów, przy czym nawa jest obszerniejsza od pozostałych dwóch komponentów. Prezbiterium kościoła zamknięte jest trójbocznie, a od 1951 łączy się z położoną od północy zakrystią (pierwotnie mała zakrystia znajdowała się w zamknięciu pomieszczenia). Nad wszystkimi częściami budynku znajdują się ośmiopołaciowe kopuły na wysokich bębniach, zakończone cebulastymi hełmami na pseudolatarniach, z krzyżami. Okna i drzwi kościoła są prostokątne, natomiast w przedsionku, prezbiterium i w bębnie nad nawą mają kształt kół.

## Wyposażenie
Ołtarz główny w kościele pochodzi z XIX w. i został wykonany w stylu klasycystycznym. Znajdują się w nim obrazy Matki Boskiej Anielskiej oraz św. Józefa. W ołtarzach bocznych znajdują się natomiast obrazy św. Antoniego i Miłosierdzia Bożego. Znacznie starsze są dwa przechowywane w budynku kielichy mszalne: z XVII i XVIII w..

## Otoczenie
Dzwonnica przy świątyni jest budowlą drewnianą konstrukcji słupowo-ramowej, czworoboczną, trójkondygnacyjną. Pierwotnie obiekt otaczał cmentarz. Następnie, po 1875, prawosławny cmentarz w Zubowicach wytyczono przy głównej drodze przez wieś (po jej przeciwnej stronie, kilkaset metrów na wschód, znajduje się również nekropolia rzymskokatolicka). 